# Rohwedder: Einigkeit und Mord und Freiheit
Rohwedder: Einigkeit und Mord und Freiheit (lit. ‘Rohwedder: Unitat i Assassinat i Llibertat’) és una sèrie de televisió documental alemanya del 2020, publicada a Netflix el 25 de setembre de 2020. L'obra se centra en la figura de Detlev Karsten Rohwedder, polític de la República Federal Alemanya que va ser assassinat l'1 d'abril de 1991 a casa seva, a Düsseldorf. Rohwedder era el cap de la Treuhandanstalt, l'agència federal encarregada de desmantellar l'economia de la República Democràtica d'Alemanya en el moment de la reunificació alemanya.
Els guionistes de la sèrie van ser Christian Beetz, Martin Behnke, Jan Peter i Georg Tschurtschenthaler, mentre que la música va anar a càrrec de Nils Kacirek i Milan Meyer-Kaya. La sèrie documental no ha estat doblada ni subtitulada al català.

## Repartiment
Els actors i actrius que van encarnar personatges de la sèrie van ser:
- Alfred Hartung
- Tobias Kasimirowicz
- Beate Malkus
- Peter Miklusz
- Tom Pilath
- Oliver Reissig
- Juliane Werner

## Crítica
Al diari Die Tageszeitung (Taz), Steffen Grimberg exposa: «El divendres 25 de setembre de 2020 podria passar a la història de la televisió alemanya. No passa cada dia que un proveïdor de programes estranger produeixi una minisèrie documental especialment per a Alemanya... Ara arriba Netflix, i està... de viatge amb una missió estrictament entretinguda. La qual cosa no vol dir que el tema sigui trivial. [El documental] il·lumina la història econòmica de la unificació alemanya i el paper de la Treuhandanstalt, plantejat en un cas d'assassinat que encara no s'ha resolt».
Al setmanari Der Spiegel, Oliver Kaever exposa: «A l'estil d'una veritable sèrie de crims, explica les ruptures i els trastorns de la unitat alemanya: commovedor, obstinat i fantasmagòric». També expressa que el més bo de la sèrie és com s'utilitza l'assassinat de Rohwedder per a presentar qüestions que van molt més enllà de l'assassinat en «un viatge fantasmagòric cap a la fractura que la reunificació encara representa per a molta gent» i narra perquè als nous estats federals l'aprovació de «la democràcia com a forma de govern és significativament menor que a Occident». Kaever lloa particularment els «collages de commovedors talls» que mostren «quants alemanys de l'Est van sentir que els havien estafat».
En una altra revisió, el Taz es focalitza sobre víctimes i, en la seva ressenya, Anja Maier posa èmfasi en la visió feminista de les dones a l'Orient: «Són les escenes amb dones que encara s'et fiquen sota la pell després de trenta anys. Elles, els negocis de les quals estan sent venuts o tancats pel fideïcomís, miren a la càmera. Tenen por, són agressives, algunes ploren. Són imatges diferents de les dels trossos turbulents i de les persones que celebren.».
Al Süddeutsche Zeitung, Joachim Käppner és més crític i es queixa que, a la sèrie, tant els experts com «els que voldrien ser experts de tota la vida» tenen el mateix pes i s'ignoren els fets. Segons la seva opinió, hi ha molt a dir de la RAF com a autors, poc dels antics membres de l'Stasi i res d'un assassí contractat per l'Estat alemany, però aquests tres escenaris són igualment tractats. Segons la seva opinió, els dos primers capítols són «una documentació potent que val la pena veure», es podria haver saltat el tercer i el quart.
Andreas Fanizadeh, cap del departament de cultura del Taz, exposa una visió similar a la de Rainer Hofmeyer de la BKA assenyalant que el paper de la RAF com a perpetradors està fora de dubte i «la tesi de Netflix d'un control directe o presa de possessió de la RAF per serveis secrets d'altres estats (o fins i tot fraccions del capitalisme d'Alemanya Occidental) […] segons l'estat actual del coneixement pertany clarament a l'àmbit de la ficció».

## Episodis
| Núm. global | Núm. temp. | Títol                      | Data d'estrena         |
| --- | ---------- | -------------------------- | ---------------------- |
| 1 | 1          | Märtyrer ("Màrtir")        | 25 de setembre de 2020 |
| El primer capítol realitza una introducció a l'assassinat i exposa la figura del seu protagonista, el polític alemany i cap de la Treuhandanstalt Detlev Karsten Rohwedder. La resta de capítols proposen una contextualització temporal de la situació política entre l'Alemanya Occidental i l'Alemanya Oriental, la situació de Rohwedder en aquesta conjuntura i les hipòtesis sobre la possible autoria de l'assassinat. |            |                            |                        |
| |            |                            |                        |
| 2 | 2          | Kapitalist ("Capitalista") | 25 de setembre de 2020 |
| El segon capítol planteja la hipòtesi que responsabilitza de l'autoria de l'assassinat a la Fracció de l'Exèrcit Roig (RAF). Si bé era una organització armada comunista pràcticament desarticulada, a l'inici de la dècada de 1990 tot feia pensar en una reconstrucció orgànica que posés a l'organització a punt amb un cop mortífer i espectacular. Una octaveta signada per la RAF, reivindicant l'atemptat, fou localitzada a l'indret des d'on es va disparar a Rohwedder i va esdevenir el primer indici de tota la investigació. |            |                            |                        |
| |            |                            |                        |
| 3 | 3          | Besatzer ("Ocupant")       | 25 de setembre de 2020 |
| El tercer capítol planteja la hipòtesi que responsabilitza de l'autoria de l'assassinat al Ministeri de Seguretat Estatal de l'Alemanya Oriental: l'Stasi. La dissolució de la República Democràtica d'Alemanya l'any 1990 va suposar que més de 100.000 funcionaris militars d'aquest ministeri quedessin sense feina de la nit al dia, profundament humiliats i amb anhels de venjança. Segon el peritatge, qui va realitzar el crim era un grup de treball molt especialitzat, amb formació militar i recursos a l'abast.              |            |                            |                        |
| |            |                            |                        |
| 4 | 4          | Opfer ("Víctima")          | 25 de setembre de 2020 |
| El quart capítol planteja la hipòtesi que responsabilitza de l'autoria de l'assassinat a la pròpia República Federal Alemanya, en una anàlisi corresponent a la teoria de la conspiració. Davant la por, a la pobresa i la desocupació, de la població d'Alemanya Oriental, la política econòmica de Rohwedder apostava per la paritat entre privatitzacions i reconversions. Aquest model liberalitzador "tou" podria haver generat malestar entre certes elits polítiques i econòmiques de l'RFA.                                       |            |                            |                        |

## Premis i nominacions
| Any  | Premis                                           | Categoria               | Nominació                                  | Resultat   | Ref.   |
| ---- | ------------------------------------------------ | ----------------------- | ------------------------------------------ | ---------- | ------ |
| 2020 | Festival Internacional de Sèries de TV de Berlín | Millor sèrie documental | Rohwedder: Einigkeit und Mord und Freiheit | Guanyadora | [ 10 ] |